# Тшимпумпу ва Тшимпумпу, Люсьен
Люсьен Тшимпумпу ва Тшимпумпу (суахили Lucien Tshimpumpu wa Tshimpumpu; 27 июня 1941, Камина — 25 августа 2005, Киншаса) — конголезский и заирский журналист, спортивный функционер и государственный деятель. Министр спорта и отдыха Заира (1980-е), президент Олимпийского комитета Заира (1985—1987).

## Биография
Люсьен Тшимпумпу ва Тшимпумпу родился 27 июня 1941 года в городе Камина в Бельгийском Конго (сейчас в ДР Конго).
В детстве вместе с семьёй перебрался в город Лубумбаши. В 15-летнем возрасте начал работать журналистом в газете «Ле Катанга» (Le Katanga). В дальнейшем работал на радио «Голос Катанги» (Voix du Katanga).
Впоследствии был корреспондентом французского радио RFI, работал в ивуарийской газете «Фратерните Матен» (Fraternité Matin), был обозревателем журнала «Африканский футбол» (Afrique Football), генеральным директором континентального журнала «Африканский спорт» (Le sport africain), издавал в Заире спортивную газету «Масано» (Masano).
В 1968 году создал в Киншасе Союз конголезских спортивных журналистов, в 1970 году основал в Хартуме Союз африканских спортивных журналистов. Руководил обеими организациями.
Он инициировал учреждение приза Нельсона Манделы через африканский союз «Спорт для всех», который вручали государствам, отличившимся в организации массового спорта, и приза Мобуту Сесе Секо, который награждал лучших африканских спортсменов года.
В 1985 году был назначен заместителем министра спорта и отдыха Заира, а впоследствии стал министром.
В 1985—1987 годах возглавлял Олимпийский комитет Заира.
Умер 25 августа 2015 года в Киншасе.

## Семья
Был женат, имел двух дочерей. Одна из них, Лили Тшимпумпу, занималась развитием женского футбола в ДР Конго.